# Chambre des citoyens de Virginie
Créée en 1619, la Chambre des citoyens de Virginie fut le premier organe de gouvernement des colonies anglaises d'Amérique du Nord et à ce titre l'ancêtre des institutions politiques des États-Unis. Elle a compté parmi ses membres des notables aussi célèbres que George Washington, Thomas Jefferson et Patrick Henry.

## Histoire
La Chambre des citoyens de Virginie a été créée en 1619 pour diriger la Virginia Company, qui s'était installée sur la côte américaine en 1609. George Yeardley devient gouverneur dix ans plus tard. Face aux difficultés à trouver des colons acceptant de s'installer, il modifie le système consistant à simplement partager les récoltes, fait venir 150 femmes d'Europe et crée une "Assemblée générale" élue de la colonie: la Chambre des citoyens de Virginie, composée de 22 membres, représentant tous les secteurs géographiques de la colonie et toutes les plantations. Le  droit de la nationalité en usage en Virginie spécifie que pour être électeur, il faut être blanc, protestant, âgé de plus de 17 ans et propriétaire de terre. Parallèlement, chaque nouvel arrivant dans la colonie et chaque habitant se voit attribuer un don de 80 acres de terre. Dans les mois qui suivent, un millier d'Européens arrivent, sur une dizaine de navires.
Le statut créant cette institution prévoit que le gouverneur de la Virginia Company un droit de veto sur les décisions de la Chambre des citoyens de Virginie, mais qu'il doit partager son pouvoir avec un conseil de gouvernement incluant cinq autres membres.
En 1624, lorsque le roi Jacques Ier, donne à la Virginie le statut de "colonie royale", reprenant la terre à la Virginia Company, la Chambre des citoyens de Virginie voit ses pouvoirs limités, et celui du gouverneur de la colonie augmenté. Elle continue cependant à jouer un rôle important dans l'Histoire de la Virginie.
Pendant la Première Révolution anglaise, le gouverneur de la colonie William Berkeley impliquera la Chambre des citoyens de Virginie dans le soutien à la Monarchie. Le 10 octobre 1649, la Chambre des citoyens de Virginie se réunit pour la première fois depuis le régicide de Charles Ier d'Angleterre et vote une législation punissant quiconque fait l’éloge de ce régicide ou refuse de reconnaitre l’autorité de son fils Charles Ier d'Angleterre